# Pardosa steva
Pardosa steva este o specie de păianjeni din genul Pardosa, familia Lycosidae, descrisă de Lowrie și Gertsch, 1955. Conform Catalogue of Life specia Pardosa steva nu are subspecii cunoscute.